# Бягащият кон
„Бягащият кон“ (на немски: Ein fliehendes Pferd) е повест от немския писател Мартин Валзер (р.1927), публикувана през 1978 г.
Когато през 1957 г. авторитетната литературна награда на ФРГ „Херман Хесе“ е присъдена на романа „Бракове във Филипсбург“ от Мартин Валзер, двадесет и седем годишният писател заявява в благодарствената си реч: „Колкото и социалнокритичен да се показва един творец, той винаги има наум най-напред себе си. Онова, което пише, може да означава за него покаяние или съд, предпазна мярка или шега, но то никога – ако е написано добре – не е присъда над обществото, произнесена от жалката дистанция на една самотна писалищна маса, на която писателят, тъй да се каже, разпалва кладата за обществото, та сам той да се обвие в кадилен дим.“ Своята реч Валзер заключава с думите: „За писателя е лошо, ако обществото не го разбира, но изолацията, в която ще изпадне по тая причина, е все още поносима; много, много по-лошо е за него обаче, ако той не разбира обществото, а това ще рече – хората. Тогава изолацията – както и да я разкрасява, ще бъде за него гибелна.“
Още през онези години младият доктор по философия и специалист по творчеството на Кафка прави впечатление с ясния си социален ангажимент и в същото време с позицията си на критичен, но и самоироничен изследовател на междучовешките отношения в страната си. Вече член на литературното сдружение „Група 47“, Мартин Валзер бързо заема място сред най-ярките и обещаващи автори на Федералната република. През следващите две десетилетия изпод перото му излизат романите „Полувреме“, „Еднорогът“, повестите „Фикция“ и „Болестта на Галистл“, и още две крупни творби – романите „Крушението“ и „Отвъд любовта“. В произведенията си Валзер очертава широка панорама на западногерманската действителност – тя започва от най-низшите дребнобуржоазни среди и стигаше до прослойката на едрите менажери, така наречените „стратези на стопанското чудо“. Героите му обаче по правило имат нещо общо помежду си – те са хора, които не могат да намерят изход от гнета на обществото, в което живеят, хора, тласкани от непрекъснат страх за съществуването си, принудени да се приспособят към външните изисквания с цената на загубената самоличност. Като никой друг западногермански писател дотогава Мартин Валзер изследва душевните проблеми, психическите кризи и разстроените отношения между човека и заобикалящата го социална среда. Независимо от професията и общественото си положение, героите по правило загубват опората под краката си, отчуждаваха се от околния свят, от близките си и накрая от самите себе си. Но Валзер не изобразява само симптомите на алиенацията, а разкрива и социалните механизми, които я пораждат.
Тъкмо тази критична позиция на писателя му създава немалко врагове и отрицатели. Години наред литературната критика във ФРГ го напада безмилостно, оспорва постиженията му, ту го нарича „талант, избрал погрешно темата си“, ту „духовит палячо на революционната левица“. Валзер реагира спокойно: „Да бъдеш разкъсван по този начин е все едно да попаднеш в буря без връхна дреха. Но това е нещо почти естествено.“
Едва повестта „Бягащият кон“, публикувана през 1978 г., кара литературните противници на Мартин Валзер да сложат оръжие. Тя бива определена единствено като „връх на творчество му“, дори маститият критик Марсел Райх-Раницки, който раздава тежки присъди, заявява: „Бягащият кон е най-скромната и най-убедителна епическа творба на писателя.“
На какво се дължи този обрат в оценките?
Бракът като убежище
Тук Валзер сякаш затваря своя тематичен кръг и се връща към ранните мотиви от романа „Бракове във Филипсбург“, където с язвителна ирония е обрисувал разложението на буржоазния брак и упадъка на традиционните морални ценности. Но наред с това той доразвива наблюденията си за трудното себеосъществяване на интелектуалеца при съвременните социални условия във Федералната република, за опитите му да се откъсне от техния гнет, за изолацията и отчуждението на индивида в ежедневието, за неговото поражение и резигнация.
Разказаната история в повестта е доста банална и рискована като сюжет. След двадесет и три годишна раздяла двама бивши съученици се срещат случайно по време на почивка край Боденското езеро и заедно с жените си прекарват съвместно няколко дни. Двамата герои са конципирани като напълно противоположни типове. Един тъй остър контраст въздейства на пръв поглед неубедително и изкуствено. Но голямото разказваческо умение на Валзер превъзмогва тази изкуственост и като достоверно се възприема дори невероятното.
Губещият
Единият от героите е старшият учител от една щутгартска гимназия Хелмут Халм. Мъж с коремче, наближаващ петдесетте, отдавна чужд на собственото си тяло, което му е опротивяло. По негласно споразумение любовният живот със съпругата му Сабине отдавна е приключен. Те са една застаряваща двойка, която прекарва дните си „отвъд любовта“, а по лицата им е застинала една и съща „крива усмивка“. Хелмут съзнава, че за него е отминало времето на победите и завоеванията, затова единствената му грижа е да избягва пораженията. Има чувството, че всяко ново запознанство, приятелство, любов могат да бъдат само предателство, от което той ще излезе сразен и жалък. Ето защо той не цени тия неща, нито дори спомена за тях. На прага на петдесетте Хелмут е почти мъртъв: „Излизаше, че изобщо не е живял. Нищо не му беше останало. Нямаше нищо зад гърба си. Когато искаше да се отдаде на спомените, виждаше само застинали изображения на улици, площади, стаи. Нищо не се помръдваше. В спомените му цареше безжизненост като след катастрофа.“
Както и повечето герои на Валзер, Хелмут е човек, загубил играта. Той е съзерцателна личност, изпълнен с комплекси песимист. Още на четиринадесетгодишна възраст е чел Ницше, а от снобизъм – дори на френски. С това е изпреварил всичките си съученици. А на двадесет години вече се страхувал да не полудее. Хелмут и сега дири убежище в книгите. Край брега на Боденското езеро чете дневниците на Киркегор, защото в тях няма „нищо лично“, а жена му се развлича с биографията на Рихард Вагнер. Всяка непосредственост е противна на Хелмут, той постоянно си налага маска, зад която да скрие преживяванията си. Чувства се добре само когато изглежда друг, а не този, който е. С удоволствие гледа прозоречните решетки на къщата, която вече единадесет години поред наема през лятото. В собствения му дом в Щутгарт му липсват именно тези предпазни решетки. Така единствената наслада на стареещия учител е да съзерцава с мрачно задоволство постепенното си оттегляне от живота и душевното си отмиране. А единственият му страх е, че някой би могъл да прекъсне това скромно самонаслаждение. Мечтае да бъде недостижим за никого, желанието му е да го оставят на мира – най-добре завинаги.
Победителят
Но спокойствието на Хелмут бива нарушено, бягството му от действителността – осуетено. В едно кафене, докато усеща безнадежден копнеж по всички лекооблечени, загорели и красиви хора край себе си, изведнъж някакъв строен младеж застава до масата му, а зад него пристъпва слабичко момиче също в джинси. Това са Клаус Бух, журналист по въпросите на околната среда, и жена му Хелене. Те съвсем нямат вид на губещи, напротив: мъжът е целият изопнат, рус, младеещ, помургавял от слънцето, със спортен вид и бели зъби; жената е привлекателна, „нежна и закръглена“. В началото Хелмут смята, че го е заговорил негов бивш ученик. Но се оказва, че този Клаус е някогашен съученик и приятел, следователно също наближаващ петдесетте. Но той олицетворява всичко, което липсва на самотния и нещастен Хелмут – той е здрав, силен, доволен и предприемчив, пълен с енергия и живот.
Хелмут приема случайната среща едва ли не като умишлена агресия срещу себе си. Чувства като предизвикателство дори само външния вид на красивата, стройна двойка. Не демонстрира ли този отдавна забравен приятел жена си „като трофей“? Не са ли тези двама млади, активни хора живо доказателство за собствените му пропуски и несгоди? Още от първия път Хелмут изпитва към Клаус „изгаряща завист“, защото пред него се усеща стар и изчерпан.
И тъй, Мартин Валзер представя две брачни двойки в курортно приятелство. Но ето че заедно с взаимните любезности постепенно нараства и прикритата враждебност. Нещо повече: всеки приятелски жест е в действителност самореклама и заплаха. Поне Хелмут, нараненият, го изживява по този начин. Когато Клаус и Хелене описват своите изпълнени със спорт, добро настроение и любов дни, той възприема това като тайна атака срещу собствения му заседнал, лишен от радост и любов живот. Същевременно – и тъкмо това прави отношенията напрегнати и сложни – у двете семейни двойки се поражда нещо като взаимно привличане. Клаус и Хелене се наслаждават, че за обект на самохвалството си са намерили някого, който очевидно е безпомощен във възхищението си. А у семейство Халм внезапно започват да се завръщат чувствата – Хелмут вече се пита дали не е влюбен в жената на приятеля си, а Сабине уж шеговито признава привлекателността на Клаус. Онова, от което двамата примиренчески са се отказали – любовта, – постепенно изплува и приема размерите на заплаха. Черупката на безчувственост се пропуква и катастрофата наближава.
Това нарастване на напрежението е предадено в повестта невероятно остро и осезателно. С неповторимо умение Мартин Валзер описва чувствения живот на остаряващите си герои – изтощената, почти отсъстваща любов у едната двойка, истерично-предизвикателната у другата. Хелмут е обзет от старческо примирение, почти се гордее с пораженията си, той не само понася старостта, но и се учи на нея. Клаус, напротив, се опитва да подражава на енергичен младеж, светогледът му наподобява идеала на популярно мъжко списание: винаги свеж, винаги силен, винаги победител.
Привидност и действителност
Този ярък контраст между двамата герои напомня за новелата на Томас Ман „Тонио Крьогер“. Както Тонио завижда на съученика си синеокия Ханс Ханзен, че се наслаждава на живота в неговата прелъстителна баналност и изпитва радостите на обикновеното съществуване, така и Хелмут на Валзер не може да се освободи от подозрението, че Клаус, от чието примитивно жизнеутвърждаване и предизвикателно самодоволство се отвращава, все пак вкусва от онова щастие, което на него му е отнето. Но при Мартин Валзер – за разлика от Томас Ман – антитезата е само привидна. В края на повестта става ясно нещо, което читателят вече подозира – този Клаус само играе роля. Той е също тъй нещастен като Хелмут, също страда под гнета на условностите и е на края на силите си, но не го признава, а предпочита да се залъгва с илюзии. И двамата жадуват да избягат някак от тоя непоносим за тях свят, но не знаят как. Валзер разкрива героите си като незрели и достойни за съжаление, недорасли за живота интелектуалци, които винаги са се спасявали с бягство. Единият – чрез книгите и размишленията, а другият – чрез празни и смешни за възрастта му забавления. Но в последна сметка и Хелмут, и Клаус са неспособни да намерят истинско осъществяване на личността си. Онова, с което всеки посвоему се гордее, им липсва напълно – независимостта. Двамата са в еднаква степен губещи и за тях няма изход. Повестта завършва с изречението, с което е започнала, омагьосаният кръг се затваря.
На пръв поглед в тази си творба Мартин Валзер се обръща към една камерна проблематика, лишена от социални измерения. Но вече самото заглавие „Бягащият кон“ буди представата за стремително бягство, за разкъсване на ограниченията, но също така за неминуемо усмиряване и слагане на юзда. Същинската тема на повестта не е прословутата „криза на средната възраст“, а копнежът по пълноценна самореализация в едно общество, което не е в състояние да предложи житейски смисъл и затова подхранва житейски илюзии.
В едно интервю Мартин Валзер е изрекъл фразата, която дава идейния ключ и към повестта „Бягащият кон“: „Реалистичната литература, изразява някакво отношение към настоящето и миналото, реагира на отрицателните условия, които осакатяват хората и чрез този отклик неволно предизвиква потребност от промени, от история.“